# Syncalathium
Syncalathium es un género  de plantas con flores perteneciente a la familia Asteraceae. Es originario de Asia, en el Tíbet.

## Especies
1. Syncalathium chrysocephalum (C.Shih) S.W.Liu, Fl. Qinghaiica 3: 498. 1996
2. Syncalathium disciforme (Mattf.) Y.Ling in Acta Phytotax. Sin. 10: 286. 1965
3. Syncalathium kawaguchii (Kitam.) Y. Ling in Acta Phytotax. Sin. 10: 287. 1965
4. Syncalathium porphyreum (C.Marquand & Airy Shaw) Y. Ling in Acta Phytotax. Sin. 10: 287. 1965
5. Syncalathium roseum Y. Ling in Acta Phytotax. Sin. 10: 287. 1965